# Rumunsko na Letních olympijských hrách 2012
Rumunsko se účastnilo Letní olympiády 2012. Zastupovalo ho 103 sportovců v 14 sportech.

## Medailisté
| Medaile | Jméno                                                                          | Sport                | Soutěž                    |
| ------- | ------------------------------------------------------------------------------ | -------------------- | ------------------------- |
| Zlato   | Alin Moldoveanu                                                                | Sportovní střelba    | muži 10 m vzduchová puška |
| Zlato   | Sandra Izbașaová                                                               | Sportovní gymnastika | ženy přeskok              |
| Stříbro | Alina Dumitruová                                                               | Judo                 | ženy 48 kg                |
| Stříbro | Corina Ștefanová                                                               | Judo                 | ženy 57 kg                |
| Stříbro | Roxana Cocoșová                                                                | Vzpírání             | ženy 69 kg                |
| Stříbro | Rareș Dumitrescu Tiberiu Dolniceanu Florin Zalomir Alexandru Sirițeanu         | Šerm                 | muži šavle družstvo       |
| Stříbro | Cătălina Ponorová                                                              | Sportovní gymnastika | ženy prostná              |
| Bronz   | Diana Bulimar Diana Chelaru Larisa Iordache Sandra Izbașaová Cătălina Ponorová | Sportovní gymnastika | ženy družstvo             |
| Bronz   | Răzvan Martin                                                                  | Vzpírání             | muži 69 kg                |